# Miss Construction
Miss Construction est un groupe allemand de musique électronique, originaire de Berlin, actif entre 2008 et 2015.

## Histoire
Miss Construction est formé par le chanteur Chris Pohl en 2008,,. Le premier album du groupe est Totes Fleisch, une reprise de Terminal Choice. Il est suivi par leur premier album Kunstprodukt, sorti le 28 avril 2008 sur le sous-label Out of Line, Fear Section. Le projet est présenté pour la première fois au WGT 2008 à Leipzig. En novembre 2013, le groupe sort son deuxième album United Trash - The Z Files via Out of Line Music. Pour l'instant, Gordon se retire de la musique, et Chris ne veut pas travailler seul sur Miss Construction.

## Discographie

### Albums studio
- 2008 : Kunstprodukt
- 2013 : United Trash - The Z Files

### Clips
- 2008 : Kunstprodukt
- 2013 : Electrotanz

### Apparitions sur compilations
- 2008 : Pornostar (sur New Signs and Sounds 04/08)
- 2008 : Kunstprodukt (sur Extreme Sündenfall 7)
- 2008 : F**k Me Too (sur Awake The Machines Vol. 6)
- 2010 : Zombiefield (sur Industrial For The Masses Vol. 4)
- 2011 : Disco Schlampen (sur Awake the Machines Vol. 7)

### Remixes
- 2009 : Blutengel - World of Ice (Clubfire Remix sur Soultaker)
- 2009 : Wynardtage - I'm Not Your God (Not Your God Remix sur Walk With The Shadows)
- 2011 : Dance or Die - Friendly Fire (MC Remix sur Nostradamnation)